# Англійська пітниця
Англі́йська пітни́ця (також пітлива хвороба, лат. sudor anglicus, англ. sweating sickness) — інфекційна хвороба невідомої етіології і непоясненого  патогенезу з високим показником летальності, що кілька разів спалахувала у Європі (передусім у тюдорівській Англії) між 1485 та 1551 роками. Нині не існує в природних умовах.

## Епідемії
Англійська пітниця мала, ймовірно, неанглійське походження та прийшла до Англії разом з династією Тюдорів. У серпні 1485 року Генрі Тюдор, граф Річмонд, який жив у Бретані, висадився в Уельсі, здобув перемогу в битві під Босвортом над Річардом III, вступив до Лондона і став королем Генріхом VII. З його військом, що складалось в основному з французьких та бретонських найманців, слідом прийшла хвороба. За два тижні між висадкою Генріха 7 серпня й битвою під Босвортом 22 серпня вона вже встигла проявитись. У Лондоні за місяць (вересень — жовтень) через неї померло кілька тисяч людей. Потім епідемія стихла. Народ сприймав її як поганий знак для Генріха VII: «йому судилось правити в муках, знаком тому була пітлива хвороба на початку його правління».
У 1492 році хвороба прийшла до Ірландії як англійська чума (ірл. pláigh allais), хоча низка дослідників стверджує (посилаючись на відсутність свідчень про піт як симптом у джерелах), що це був якийсь з тифів.
У 1507 та 1517 роках хвороба спалахнула знову в усій країні: в університетських Оксфорді й Кембриджі померла половина населення. Близько цього часу англійська пітниця проникла (а можливо повернулась) на європейській континент, у Кале (тоді ще англійське володіння) й Антверпен, але поки це були тільки локальні спалахи.
У травні 1528 року хвороба виявилась у Лондоні вчетверте й лютувала на теренах Англії. Король Генріх VIII був змушений розпустити двір та залишити столицю, часто змінюючи резиденцію. Цього разу хвороба серйозно перекинулась на континент, з'явившись спочатку в Гамбурзі, потім дійшла на південь до Швейцарії, а через всю Священну Римську імперію на схід до Польщі, Великого князівства Литовського й Московського (Новгорода), а на північ до Норвегії та Швеції. Зазвичай, усюди епідемія тривала не більше двох тижнів. Францію та Італію хвороба не зачепила. До кінця року вона зникла всюди, окрім сходу Швейцарії, де трималась до наступного року.
Останній спалах був в Англії 1551 року. Відомий лікар Джон Кіз (латинізував своє прізвище Keys на Caius — Гай) як свідок описав його в особливій книзі: A Boke or Counseill Against the Disease Commonly Called the Sweate, or Sweatyng Sicknesse.
У XVIII—XIX століттях у Франції з'являлась подібна хвороба, відома як «пікардійська пітниця», але це була вже інша хвороба, оскільки, на відміну від англійської пітниці, супроводжувалась висипом.

## Високопоставлені жертви
Серед жертв першого спалаху 1485 року було двоє лорд-мерів Лондона, шестеро олдерменів і троє шерифів.
Кілька разів хвороба уражала людей, близьких до королівської родини Тюдорів. Можливо, через неї помер у 1502 році Артур, принц Уельський, старший син Генріха VII. Вважається, що майбутня (на той момент) дружина Генріха VIII Анна Болейн пережила англійську пітницю під час епідемії 1528 року й одужала.
Під час останнього спалаху влітку 1551 року від неї померли 16-річний та 14-річний хлопчики, Генрі та Чарльз Брендони, діти Чарльза Брендона, 1-го герцога Саффолку, який другим шлюбом був одружений з дочкою Генріха VII й сестрою Генріха VIII Марією Тюдор (вони були народжені не від неї, а від шлюбу з Кетрін Вілловбі). При цьому Чарльз Брендон-молодший, який пережив старшого брата на годину, упродовж цієї години був пером (3-м герцогом Саффолком).

## Клінічні прояви
Хвороба починалась із сильного ознобу, запаморочення й головного болю, а також сильного болю в шиї, плечах та кінцівках. Після трьох годин цієї стадії починалась гарячка та надсильний піт, жага, прискорення пульсу, марення, біль у серці. Жодних висипань на шкірі при цьому не було. Характерною ознакою хвороби була сильна сонливість, часто передувала настанню смерті після виснажливого поту: вважалось, що якщо людині дати заснути, то вона вже не прокинеться.
Одного разу перехворівши на пітливу гарячку, людина не виробляла імунітет й могла померти від наступного нападу.

## Причини
Причини англійської пітниці залишаються невідомими. Сучасники (в тому числі Томас Мор) та найближчі нащадки пов'язували її з брудом та якимись шкідливими речовинами у природі. Іноді її ототожнюють з поворотним тифом, який розносять кліщі та воші, але джерела не згадують про характерні сліди укусів комах й подразнення, що при цьому виникає. Інші автори вважали, що хворобу спричинював хантавірус, що породжує відомі геморагічну гарячку з нирковим синдромом і хантавірусний легеневий синдром. Останній має деякі спільні клінічні ознаки з англійською пітницею, однак він рідко передається від людини до людини, й така ідентифікація також не є загальновизнаною. Є припущення, що це була особлива форма грипу, але у хворих не відзначали кашель, який притаманний грипу. Також існує думка, що це була особлива форма ентеровірусної інфекції, окремі відомі клінічні форми якої (епідемічна міалгія, триденна гарячка тощо) мають спільні клінічні риси з англійською пітницею, однак піт не описують при жодній формі ентеровірусної інфекції.